# Paolo Massei
Paolo Massei (Montepulciano, 30 de setembro de 1712 - Roma, 9 de junho de 1785) foi um cardeal do século XVIII e XIX

## Nascimento
Nasceu em Montepulciano em 30 de setembro de 1712. Segundo dos seis filhos do Sargento Arcanguiolo (Arcangelo) Massei e Francesca Pecci, uma nobre de Siena. Os outros irmãos eram Francesco, Antonio, Agnese, Lavinia e Anna. Seu nome de batismo era Paolo Girolamo. Sobrinho do Cardeal Bartolomeo Massei (1730). A família Massei era parente dos Bellarmini.

## Juventude
Prelado doméstico de Sua Santidade. Referendário do Tribunal da Assinatura Apostólica, 21 de junho de 1742. Governador de Ancona, 7 de abril de 1744. Governador de Civitavecchia, 3 de novembro de 1749. Governador de Frosinone e Campagna e Marittima, 19 de junho de 1751. Governador de Viterbo, dezembro 22, 1753. Cânon da basílica patriarcal da Libéria. Coadjutor de Mons. Casoni, clérigo da Câmara Apostólica, janeiro de 1758; seu sucessor após sua morte, março de 1759. Presidente da Zecca , novembro de 1761. Presidente da Strade , julho de 1766. Decano dos Clérigos da Câmara Apostólica, 1775. Comissário geral delle Armi , junho de 1778.

## Cardinalato
Criado cardeal sacerdote no consistório de 14 de fevereiro de 1785; recebeu o chapéu vermelho em 17 de fevereiro de 1785; e o título de S. Agostino, 11 de abril de 1785.

## Morte
Morreu em Roma em 9 de junho de 1785. Exposto e sepultado no seu título, S. Agostino, onde também ocorreu o funeral. A inscrição em sua lápide foi composta pelo Padre Stefano Antonio Morcelli , SJ